# Internierungslager Yodŏk
Das Internierungslager Yodŏk (meist Yodok, selten auch Yodeok oder Yoduk) ist ein Arbeitslager für politische Gefangene in Nordkorea. Der offizielle Name ist Kwan-li-so (Straflager) Nr. 15. In diesem Lager werden Menschen, die als regierungsfeindlich gelten, unter maximaler Ausnutzung ihrer Arbeitskraft von der Gesellschaft isoliert und für politisches Fehlverhalten bestraft. Yodŏk ist eines von sechs großen Internierungslagern für politische Gefangene in Nordkorea.

## Lage
Das Lager liegt im Kreis Yodŏk, Provinz Hamgyŏng-namdo in Nordkorea, etwa 110 Kilometer nordöstlich von Pjöngjang. Es erstreckt sich im Tal des Flusses Ipsok, umgeben von den Bergen Paek-san (1742 m im Norden), Modo-san (1833 m im Nordwesten), Tok-san (1250 m im Westen) und Byeongpung-san (1152 m im Süden). Der Ipsok fließt später in den Yonghung, der nördlich von Wonsan in das Japanische Meer mündet. Ein weiterer Zugang ist von Osten über den 1250 Meter hohen Chaebongpass.

## Beschreibung
Das Lager Yodŏk hat zwei Zonen:
- Die Zone unter totaler Kontrolle (koreanisch: 특별독재대상구역) mit den Strafkolonien Pyongchang-ri und Yongpyong-ri ist für Menschen, die nach Ansicht der Behörden Verbrechen gegen den Staat verübt haben oder die als politisch unzuverlässig denunziert wurden (z. B. Rückkehrer aus Japan oder Christen).[6] Diese Gefangenen werden niemals freigelassen.[7] Das christliche Hilfswerk Open Doors schätzt, dass etwa 6000 Christen im Lager festgehalten werden.[8]

- Die Revolutionäre Zone (koreanisch: 혁명화대상구역) mit den Umerziehungslagern Ipsok-ri, Kuup-ri und Daesuk-ri dient dazu, Personen für politische Verbrechen (z. B. Flucht aus Nordkorea, Kritik an der Regierung oder das Hören südkoreanischer Radiosender),[9] teilweise auch für nicht-politische Verbrechen mit einer langen Haft zu bestrafen. Diese Gefangenen werden nach Verbüßung ihrer Haftstrafe meistens freigelassen.[3]

In den 1990er Jahren lebten in der Zone unter totaler Kontrolle nach Schätzungen etwa 30.000 Gefangene und in der kleineren revolutionären Zone etwa 16.500 Gefangene. Satellitenbilder von 2011 deuteten allerdings auf eine gestiegene Anzahl inhaftierter Personen im Lager hin. Die meisten sind ohne Gerichtsprozess oder nach einem unfairen Schauprozess, basierend auf unter Folter erzwungenen „Geständnissen“ interniert worden. Viele Gefangene werden mit ihrer ganzen Familie hierher gebracht (Prinzip der Sippenhaft), auch Kinder und alte Menschen.
Das Lager ist insgesamt etwa 378 km² groß. Es wird von einem drei bis vier Meter hohen Stacheldrahtzaun umgeben, teilweise auch Mauern mit Elektrozaun, jeweils mit Wachtürmen in regelmäßigen Abständen. Das Lager wird von Soldaten (geschätzte 1000 Personen) mit automatischen Waffen und einigen Hundestaffeln bewacht.
Ein japanischer Fernsehsender veröffentlichte 2004 ein kurzes Video, das Szenen aus dem Lager zeigen soll.

## Situation im Lager
Die Situation im Internierungslager Yodok ist umfassend mit Augenzeugenberichten und kommentierten Satellitenaufnahmen dokumentiert.

### Lebensbedingungen
Die Gefangenen leben in staubigen Hütten mit Wänden aus getrocknetem Schlamm, einem morschen und undichten Dach aus Holzbalken mit Stroh bedeckt und einem Boden belegt mit Stroh und Matten aus trockenen Pflanzen. In einem etwa 50 m² großen Raum schlafen 30 bis 40 Häftlinge auf Holzbrettern, die mit einer Decke überzogen sind. Die meisten Hütten sind unbeheizt, auch im Winter bei Temperaturen unter −20 °C, und ein großer Teil der Gefangenen bekommt im Winter Frostbeulen und hat geschwollene Gliedmaßen. Lagerinsassen leiden auch an Lungenentzündung, Tuberkulose, Pellagra und anderen Krankheiten, ohne eine medizinische Behandlung zu bekommen.
Neu ankommende Gefangene erhalten die Kleidung, die ihre Vorgänger bis zu ihrem Tod getragen hatten. Der überwiegende Teil der Kleidung ist schmutzig, abgenutzt und voller Löcher. Die Gefangenen haben keine richtigen Schuhe, Socken oder Handschuhe und in der Regel keine Kleidung zum Wechseln. Die Toten werden nackt begraben, weil die anderen Gefangenen all ihre Habseligkeiten übernehmen. Alle Gefangenen haben eine dicke Schicht Dreck auf der Haut, weil sie überarbeitet sind und fast keine Möglichkeit haben, sich oder ihre Kleidung zu waschen. Dadurch stinken die Hütten der Gefangenen und sind von Läusen, Flöhen und anderen Insekten befallen. Die Gefangenen müssen vor den dreckigen Gemeinschaftstoiletten, eine für 200 Gefangene, lange anstehen und dann trockene Blätter zum Abwischen verwenden.
Die Aufseher nötigen die Gefangenen dazu, einander zu denunzieren und bestimmen Vorarbeiter, um eine Gruppe zu kontrollieren. Wenn ein Gefangener nicht hart genug arbeitet, wird die ganze Gruppe bestraft. Dies führt zu Feindseligkeit unter den Inhaftierten, zerstört jede Solidarität und zwingt sie, ein System der Selbstüberwachung zu schaffen.

### Zwangsarbeit
Männer, Frauen und Kinder müssen sieben Tage pro Woche harte körperliche Arbeit leisten und werden wie Sklaven behandelt. Arbeitsstätten sind ein Alabaster-Steinbruch, ein Goldbergwerk, Textilfabriken, Brennereien, eine Kupferschmiede, land- und forstwirtschaftliche Betriebe. Gefährliche Arbeitsunfälle kommen häufig vor.
Arbeitsschichten beginnen im Sommer um 4 Uhr und enden um 20 Uhr. In anderen Jahreszeiten beginnt die Arbeit um 5 Uhr 30, wird aber oft nach 20 Uhr verlängert, bis das Arbeitspensum erreicht wird, selbst wenn es schon dunkel ist. Nach dem Abendessen, von 21 – 23 Uhr, sind die Gefangenen verpflichtet sich ideologischer Erziehung und Selbstkritik-Sitzungen zu unterziehen, wo Häftlinge hart kritisiert und geschlagen werden, wenn sie ihr Arbeitspensum nicht erreicht haben. Wenn Gefangene die Anweisungen von Kim Il-sung nicht auswendig können, dürfen sie nicht schlafen oder ihre Lebensmittelrationen werden gekürzt.
Die meisten Grundschulkinder gehen vormittags in die Schule. Wichtigstes Schulfach ist die Geschichte der Revolution von Kim Il-sung und Kim Jong-il. Nachmittags müssen sie hart körperlich arbeiten, wobei das Arbeitspensum sehr hoch und die Arbeit schwierig ist. Wenn das Pensum nicht erreicht wird, werden die Kinder mit dem Stock geschlagen. Grundschulkinder müssen schwere Baumstämme zwölfmal am Tag über eine Distanz von 4 km schleppen oder 30-mal am Tag einen 30 kg schweren Mistkübel. Weitere Kinderarbeit umfasst das Sammeln von 20 kg Pflanzen in den Bergen oder die Bestellung eines 130 – 200 m² großen Feldes. Manchmal sterben Kinder bei Arbeitsunfällen. Ältere Kinder müssen den ganzen Tag arbeiten und ab 16 Jahren bekommen sie das gleiche Arbeitspensum wie Erwachsene.

### Unterernährung
Die Gefangenen werden ständig am Rande des Verhungerns gehalten. Die täglichen Rationen für Gefangene sind dreimal 100 – 200 g zu einem Brei gekochtes Getreide. Abhängig von der aktuellen Ernte können Rationen niedriger ausfallen. Wenn Gefangene ihr Tagespensum nicht erreichen oder bei kleinsten Regelverstößen werden die Tagesrationen gekürzt oder vorübergehend eingestellt, egal ob jemand krank, verkrüppelt oder behindert ist. Die Gefangenen essen alle wilden Tiere, die sie irgendwie fangen können, darunter Ratten, Schlangen, Frösche, Salamander, Würmer und Insekten, obwohl sie hart bestraft werden, wenn sie dabei von den Aufsehern gesehen werden. Um nicht entdeckt zu werden, essen sie das Fleisch meist roh, oft ohne die Haut zu entfernen. Wilde Tiere sind die einzige Quelle für Fleisch oder Fett, weil in den Lebensmittelrationen Fleisch und Pflanzenöl fehlen. Manche Gefangene schleichen heimlich in die Schweineställe und stehlen Viehfutter oder picken unverdaute Körner aus Fäkalien, um zu überleben.
Lee Young-kuk schätzt, dass Ende der 1990er Jahre jedes Jahr rund 20 % der Gefangenen in Daesuk-ri an Unterernährung starben, während jeden Monat neue Gefangene hinzukamen. Alle ehemaligen Gefangenen berichteten, dass sie häufig Menschen sterben sahen.

## Menschenrechtsverletzungen

### Folter
Die folgenden Foltermethoden sind in Zeugenaussagen ehemaliger Häftlinge beschrieben:
- „Taubenfolter“:[51] Dem Gefangenen werden die Arme hinter dem Rücken gefesselt, die Beine zusammengebunden und er wird so mehrere Tage an der Decke aufgehängt.[52]
- Wassereinflößung: Der Gefangene wird auf einem Tisch festgeschnürt und gezwungen, eine große Menge Wasser zu trinken. Dann springen Aufseher auf ein Brett, das sie auf den angeschwollenen Bauch legen, und pressen das Wasser heraus.[3]
- Untertauchen: Eine Plastiktüte wird über den Kopf des Gefangenen gezogen und er wird für längere Zeit unter Wasser getaucht.[3]
- Schläge: Die Gefangenen werden jeden Tag geschlagen, wenn sie ihr Arbeitspensum nicht erreichen,[53] wenn sie nicht schnell genug vor den Aufsehern niederknien oder einfach nur um sie zu demütigen.[54] Gefangene bekommen häufig Behinderungen oder sterben durch die Schläge.[22] Sogar Kinder werden schwer geschlagen[55] und gequält.[56]

Die Gefangenen sind der Willkür der Aufseher komplett ausgeliefert; die Aufseher können sie ungezügelt misshandeln. Ehemalige Gefangene haben beobachtet, wie ein Mann am Hals an ein Fahrzeug gebunden und über eine längere Distanz gezogen wurde und wie ein Grundschulkind schwer auf den Kopf geschlagen und getreten wurde. In beiden Fällen starben die Gefangenen kurz danach.

### Hinrichtungen
Gefangene, die Lagerregeln verletzen (z. B. Diebstahl von Essen oder Fluchtversuch), werden in der Regel öffentlich hingerichtet (soweit sie nicht auf der Stelle erschossen wurden). Massenhinrichtungen vor den versammelten Insassen finden mehrmals im Jahr statt und jeder ehemalige Gefangene bezeugte, dass er sie miterlebt hat. Vor der Hinrichtung werden die Gefangenen gefoltert und die Nahrung wird ihnen verweigert. Häufig können zum Zuschauen gezwungene Häftlinge die Hinrichtung nur unter Protest ertragen und werden dann auch gleich mitgetötet.
Eine verbreitete Methode, um die zum Sterben ausgesonderten Gefangenen zu töten, ist es, ihnen eine nicht zu bewältigende Arbeitslast zuzuweisen. Da die Arbeit dann nicht fertig wird, werden die Essensrationen zur Strafe gekürzt. Am Ende stirbt der Gefangene dann wegen der harten Arbeit und der mangelnden Nahrung an einer Kombination aus Erschöpfung und Unterernährung.
Wenn Häftlinge aus dem Lager entlassen werden, müssen sie einen schriftlichen Eid leisten. Die Verpflichtung lautet: „Ich werde hingerichtet, wenn ich die Geheimnisse von Yodok verrate.“

### Vergewaltigungen und Zwangsabtreibungen
Frauen sind im Lager den sexuellen Übergriffen der Aufseher hilflos ausgeliefert. Den Gefangenen wird häufig befohlen, sich nackt auszuziehen, um geschlagen und schikaniert zu werden und ein ehemaliger Gefangener berichtete, dass der sexuelle Missbrauch weiblicher Gefangener für die Aufseher zur Routine geworden ist. Manchmal sterben die Frauen nach der Vergewaltigung an den Folgen derselben. Schwangere Gefangene werden in der Regel einer Zwangsabtreibung unterzogen.

## Forderung nach Schließung
Amnesty International fasst die Menschenrechtssituation im Lager Yodok wie folgt zusammen: „Männer, Frauen und Kinder im Lager sind harter Zwangsarbeit, unzureichender Ernährung, Schlägen, völlig unzureichender medizinischer Versorgung und unhygienischen Lebensbedingungen ausgesetzt. Viele erkranken im Gefängnis und eine große Anzahl stirbt  während der Gefangenschaft oder kurz nach der Freilassung.“ Die Organisation fordert die sofortige Schließung des Lagers Yodok und aller anderen Lager für politische Gefangene in Nordkorea. Diese Forderung wird unterstützt von der Internationalen Koalition zur Beendigung der Verbrechen gegen die Menschlichkeit in Nordkorea (ICNK), einem Zusammenschluss von über 40 Menschenrechtsorganisationen.

## Gefangene (Augenzeugen)
- Kang Chol-hwan (1977–1987 in Yodŏk) wurde als 9-jähriges Kind inhaftiert, weil seine Familie aus Japan zurückkehrte und als politisch unzuverlässig galt.[13]
- An Hyuk (1987–1989 in Yodŏk) wurde als Jugendlicher inhaftiert, weil er unerlaubt das Land verlassen hatte.[35]
- Kim Tae-jin (1988–1992 in Yodŏk) wurde mit 18 Jahren inhaftiert, weil er unerlaubt das Land verlassen hatte.[70]
- Lee Young-kuk (1995–1999 in Yodŏk), ehemaliger Bodyguard von Kim Jong-il, wurde aus China entführt und inhaftiert, weil er das Land verlassen und kritisiert hatte.[71]
- Kim Eun-cheol (2000–2003 in Yodŏk) wurde mit 19 Jahren inhaftiert, weil er unerlaubt das Land verlassen hatte.[72] Er wurde mit anderen Flüchtlingen aus Russland abgeschoben, denen die Vereinten Nationen zwar Flüchtlingsstatus gewährt, sie aber nicht geschützt hatten.[73]
- Die Südkoreanerin Shin Suk-ja und ihre Töchter Oh Hye-won und Oh Kyu-won (damals 9 bzw. 11 Jahre alt) waren von 1987 bis 1998 in Yodŏk inhaftiert,[74] weil ihr Ehemann bzw. Vater von einem Auslandsaufenthalt nicht zurückgekehrt war.[75] Die Familie war zuvor von nordkoreanischen Agenten nach Nordkorea gelockt worden.[76] Kang Chol-hwan und An Hyuk bezeugten, dass Shin Suk-ja in Yodŏk war.[77]
- Der Südkoreaner Jeong Sang-un (seit 2010 in Yodŏk) ist ein nicht repatriierter Kriegsgefangener aus dem Koreakrieg, der mit 84 Jahren inhaftiert wurde, weil er unerlaubt das Land verlassen hatte.[78]